# Albericus siegfriedi
Albericus siegfriedi е вид земноводно от семейство Microhylidae. Видът е критично застрашен от изчезване.

## Разпространение
Разпространен е в Папуа Нова Гвинея.

## Описание
Популацията на вида е намаляваща.